# Don't Breathe 2
Don't Breathe 2 is een Amerikaanse thriller-horrorfilm uit 2021, geregisseerd door Rodo Sayagues. De film is het vervolg op Don't Breathe uit 2016.

## Verhaal
Het is ruim acht jaar later na de eerste film. Norman Nordstrom woont in een nieuw huis wederom in een afgelegen wijk. Op een dag is er in de buurt een brand in een huis, uit dit huis vlucht een kind van een paar jaar oud uit die buiten in elkaar zakt. Norman vindt haar en besluit haar mee te nemen naar zijn huis om haar daar vervolgens op te voeden als zijn eigen dochter. Hij geeft haar de naam Phoenix.
Op een dag krijgen Norman en Phoenix thuis onverwachts bezoek van een groep mannen die Phoenix willen ontvoeren, voor een schrikbarend doel.

## Rolverdeling
- Stephen Lang als Norman Nordstrom / de blinde man
- Brendan Sexton III als Raylan
- Madelyn Grace als Phoenix
- Adam Young als Jim Bob
- Bobby Schofield als Jared
- Rocci Williams als Duke
- Christian Zagia als Raul
- Steffan Rhodri als de chirurg
- Stephanie Arcila als Hernandez
- Diaana Babnicova als Billy

## Achtergrond
Een half jaar nadat de eerste film Don't Breathe werd uitgebracht, maakte schrijver Fede Álvarez bekend dat ze bezig waren met het maken van deze vervolg film.
Don't Breathe 2 werd uitgebracht op 13 augustus 2021 en werd door het publiek gemengd ontvangen. Op Rotten Tomatoes heeft de film een score van 42% op basis van 50 beoordelingen. Metacritic komt op een score van 46/100, gebaseerd op 19 beoordelingen.